# Vincenzo Ceci
Vincenzo Ceci (nascido em 21 de abril de 1964) é um ex-ciclista italiano que competia em provas de ciclismo de pista. Competiu na velocidade nos Jogos Olímpicos de Los Angeles 1984.